# 西点 (犹他州)
西点（英文：West Point），是美国犹他州戴维斯县下属的一座城市。建市于 1867年，面积大约为7.35平方英里（19平方公里），海拔约为4,314英尺（1,315米）。根据2010年美国人口普查，该市有人口9,511人。